# Sucupira
Sucupira är en kommun i Brasilien.   Den ligger i delstaten Tocantins, i den centrala delen av landet, 400 km norr om huvudstaden Brasília. Antalet invånare är 1 739.
Omgivningarna runt Sucupira är huvudsakligen savann. Trakten runt Sucupira är nära nog obefolkad, med mindre än två invånare per kvadratkilometer.